# Steve Hunt
Steve Hunt, all'anagrafe Steven Kenneth Hunt (Birmingham, 4 agosto 1956) è un ex calciatore inglese, di ruolo centrocampista.

## Caratteristiche tecniche
Era un'ala sinistra. Era dotato di un'ottima velocità ed era abile nei tiri dalla lunga distanza.

## Carriera

### Giocatore

#### Club
Tra il 1972 ed il 1974 gioca nelle giovanili dell'Aston Villa, che comunque nel 1974 lo aggrega alla sua prima squadra, con la quale all'età di 18 anni esordisce tra i professionisti; in particolare, nella parte finale della stagione 1974-1975 gioca due partite nella seconda divisione inglese, campionato che il club conclude conquistando la promozione in prima divisione. L'anno seguente realizza invece una rete (il 17 aprile 1976, nella partita di campionato pareggiata per 2-2 contro il West Ham Utd) in 4 presenze in prima divisione, alle quali aggiunge anche una presenza nella Coppa UEFA 1975-1976, contro i belgi dell'Anversa (che di fatto resterà anche la sua unica apparizione in carriera nelle competizioni UEFA per club). Nella stagione 1976-1977 gioca poi un'ulteriore partita in prima divisione, per poi passare a stagione in corso nella NASL ai N.Y. Cosmos di Pelé e Giorgio Chinaglia: qui gioca fin da subito da titolare, ed in due anni di permanenza realizza 20 reti in 48 partite di campionato, vincendo peraltro il campionato sia nel 1977 (anno in cui viene nominato miglior giocatore della finale per l'assegnazione del campionato) che nel 1978, anno nel quale è anche nominato tra gli All-Stars della NASL.
Terminata la stagione 1978 della NASL Hunt fa ritorno in patria: il ventiduenne viene infatti acquistato per 40000 sterline dal Coventry City, club della prima divisione inglese, con il quale nella stagione 1978-1979, pur essendo arrivato a campionato iniziato, gioca fin da subito da titolare (l'allenatore Gordon Milne per schierarlo come ala sinistra titolare sposta infatti sulla fascia opposta il nazionale scozzese Tommy Hutchison, che precedentemente giocava appunto sulla sinistra), segnando 6 reti in 24 presenze e segnando una rete già al suo esordio assoluto con gli Sky Blues, in una partita vinta per 2-0 contro il Derby County. Anche nelle tre stagioni successive Hunt gioca regolarmente da titolare nel Coventry City, che durante la sua permanenza riesce sempre ad evitare la retrocessione in seconda divisione; in particolare nelle stagioni 1979-1980, 1980-1981 e 1981-1982 gioca rispettivamente 35, 40 e 36 partite di campionato con uno, 6 e 9 gol segnati; nel 1982 gioca invece in prestito ai New York Cosmos, con cui segna 9 reti in 22 presenze, vincendo un altro campionato e venendo per la seconda volta in carriera inserito tra il NASL All-Stars. Terminato il prestito torna al Coventry City, con cui tra il 1982 ed il 1984 segna in totale 5 reti in 50 presenze sempre nella prima divisione inglese.
Nel marzo del 1984 Hunt viene ceduto per 100000 sterline al West Bromwich, altro club di prima divisione, con il quale nelle ultime settimane della stagione 1983-1984 gioca da titolare segnando 3 reti in 12 partite di campionato. Nella stagione 1984-1985, che il club conclude con un dodicesimo posto in classifica, Hunt realizza invece 9 reti in 34 presenze; nel marzo del 1986, dopo ulteriori 4 reti in 19 presenze, passa per 90000 sterline (con Darren Bradley che fa inoltre il percorso inverso come ulteriore contropartita tecnica) all'Aston Villa, a dieci anni di distanza dal suo precedente addio al club. Qui, conclude la stagione 1985-1986 segnando altri 2 gol in 12 partite in First Division. Nella stagione seguente, che il club conclude con un ultimo posto in classifica nella First Division 1986-1987 (e di conseguenza con una retrocessione in seconda divisione) Hunt segna 2 reti in 39 presenze, mentre l'anno seguente, dopo aver segnato 2 reti in 11 presenze in seconda divisione, è costretto ad un prematuro ritiro nel novembre del 1987 all'età di 31 anni a causa di un grave infortunio ad un ginocchio (pur restando teoricamente tesserato dell'Aston Villa fino alla fine della stagione 1987-1988). Torna in realtà in attività per un breve periodo nel corso della stagione 1988-1989, nella quale è contemporaneamente allenatore e giocatore dei semiprofessionisti del Willenhall Town.
In carriera ha totalizzato complessivamente 322 presenze e 49 reti nei campionati della Football League.

#### Nazionale
Nel 1984 ha giocato 2 partite nella nazionale inglese.

### Allenatore
Dal 1989 al 1991 ha allenato nelle giovanili del Port Vale, mentre dal 1991 al 1993 ha allenato nelle giovanili del Leicester City. Dopo un breve periodo con un ruolo dirigenziale al Bournemouth nel 1996, è tornato ad allenare nella stagione 2017-2018, nella quale è stato manager del Cowes Sports, club dilettantistico dell'Isola di Wight (nella quale Hunt si era trasferito dopo il ritiro) militante nella Wessex Football League (nona divisione inglese). Si dimette tuttavia dall'incarico e abbandona definitivamente il mondo del calcio dopo la quarta giornata di campionato della stagione 2018-2019.

## Palmarès

### Giocatore

#### Competizioni nazionali
- Coppa di Lega inglese: 1

Aston Villa: 1974-1975
- North American Soccer League: 3

New York Cosmos: 1977, 1978, 1982

#### Individuale
- NASL All-Stars: 2

1978, 1982